# کمیل محفوظ
کمیل محفوظ (انگلیسی: Komail Mahfoodh؛ زادهٔ ۲۸ آوریل ۱۹۹۲) بازیکن هندبال اهل بحرین است.